# 包科尼贝尔
包科尼贝尔（匈牙利語：Bakonybél）是匈牙利维斯普雷姆州齊爾茨區所辖的一个村，与最近的市镇齊爾茨相距16公里，总面积24.36平方公里，总人口1234，人口密度50.7人/平方公里（2010年1月1日）。